# おしゃべりな古典教室
『おしゃべりな古典教室』（おしゃべりなこてんきょうしつ）は、NHKラジオ第2放送で2020年4月2日から放送されている古典文学の教養番組である。
番組では古典文学、特に歌舞伎、浄瑠璃、講談、落語、浪曲や、和歌、俳句など、古典芸能初心者に向けて、講師と生徒役が学校の教室の雰囲気で楽しいトークを交え分かりやすく解説・解読。1テーマを原則1日2本立て連続（2023年度までは2日連続）の前後編スタイルで、生徒役の朗読やNHK秘蔵の音源を用いて学んでいく。

## 出演
- 講師 - 木ノ下裕一（劇団「木ノ下歌舞伎」主宰）
- 生徒
  - 小芝風花（女優） - 第1回 - 第76回（2020年4月2日 - 2022年1月21日）
  - 小野花梨（女優） - 第77回 -（2022年4月7日 -）

## 放送時間
2024年度
- 初回放送 - 土曜 16:30-17:00（2回分連続）
- 再放送
  - 日曜 9:00-9:30（2回分連続）・18:00-18:30（2回分連続）

2023年度まで
- 初回放送 - 木曜・金曜 9:45-10:00（第1回 - 第76回は 9:30-9:45）
- 再放送
  - 土曜・日曜 12:40-12:55（第77回より）
  - 土曜 16:30-17:00（第77回より、2回分連続）
  - 日曜 18:00-18:30（2回分連続）
  - 月曜 0:00-0:30（=日曜 24:00-24:30、2回分連続）

後述の表のとおり、6週間・12回の新作を4-5月、8-9月、12-1月の1年を3期に分けて生放送し、それ以外の時期は生放送の時間帯も再放送となっている。
なお、らじるらじるでの聴き逃しは2023年度まで新型コロナウイルスの影響で新作が放送できない時期もあり、初回生放送の翌月に行った再放送でも聴き逃しを行っていたが、2024年度からは本来の生放送後1週間以内のみとなった。

## 放送リスト
| 回数 | テーマ               | 初回放送日     | 放送内容 |
| ---- | -------------------- | -------------- | --- |
| 1    | 風                   | 2020年4月2日   | 番組では毎回キーワードを元にお伝えします。１回目と２回目は小芝風花さんのお名前にちなみ、キーワードは風。「春一番」「つむじ風」など風に関する言葉が多数ある日本。歌舞伎では、風を太鼓で表現します。果たしてどういった表現になるのでしょうか？日ごろあまり意識しない風。先人たちは風に何を感じ、どのように工夫して描写してきたのかを読み解きます。                             |
| 2    | 風                   | 2020年4月3日   | 600年以上演じ続けられてきた日本最古の演劇、能でも風は重要な要素です。芝居のみならず、舞や歌によって構成される音楽劇、仮面劇である能とは、そもそもどのような演劇なのでしょうか？小芝さんが源平の合戦を描いた能の、せりふにあたる「謡」を朗読。木ノ下さんお勧めの貴重な録音も紹介しながら、想像力を羽ばたかせる古典の楽しみ方をお伝えします。                                  |
| 3    | 花                   | 2020年4月9日   | 風花さんのお名前にちなんで「花」をキーワードにする2回シリーズ。平安時代、花と言えば「梅」。それ以降、主役の座は「桜」に変わることになります。なぜ、そういったことになったのか、その歴史を振り返りながら、木ノ下さんイチオシの「梅」に関する和歌をたっぷりご紹介。歌に詠まれた当時の人々の思いを想像する楽しさをお伝えします。風花さんの和歌朗読も聴きどころです！            |
| 4    | 花                   | 2020年4月10日  | 花の2回目は「桜」に焦点を当てます。桜はなぜ「さくら」と呼ばれるようになったのでしょうか？和歌、俳句では、桜を詠んだ名作が豊富。紀貫之、本居宣長、そして松尾芭蕉…。木ノ下さん推しの作品を二人でじっくり、楽しく鑑賞。私たちが長きに渡って桜に魅せられるその理由とは…。 |
| 5    | 風姿花伝             | 2020年4月16日  | 600年以上前の室町時代に能を大成させた世阿弥は役者、演出家、作者でもあった才能豊かな人物だったと言われます。世阿弥が能の修行、演出などに関する芸術論を述べた秘伝書が「風姿花伝」です。そこに記されている世界は、現代の私たちも参考になる点がたっぷり！秘伝書には一体どういったことが記されているのか？楽しく読み解いていきます。                                              |
| 6    | 風姿花伝             | 2020年4月17日  | 風姿花伝では演じることのポイントを「離見の見」などのキーワードを元に伝えています。女優として活躍する風花さんが今、演じる中で心がけていることと風姿花伝との接点は…。「なぜだか前向きになれて、自己肯定感を高めることが出来る書」とも読み取れると語る木ノ下さん。ご一緒に世阿弥からのメッセージに耳を澄ましましょう！                                                          |
| 7    | 三味線               | 2020年4月23日  | お座敷で「チン・トン・シャン」といった日本情緒豊かなゆったりしたイメージがある三味線。しかし三味線の世界は多面的で、スピード感あり、超絶技巧ありの演奏もあって、ギターやロック音楽に興味がある人もきっと気に入る曲があります。三味線の歴史をひも解きながら、お勧めの演奏含めその魅力を木ノ下流に解説！鑑賞するポイントもお伝えします。                                       |
| 8    | 三味線               | 2020年4月24日  | 三味線を奏でながら、語り物をうたう「視覚障害の女性旅芸人」瞽女（ごぜ）さん。また1970年代、音楽好きの若者に人気があった津軽三味線奏者で視覚障害者の高橋竹山さん。実は三味線と視覚障害者は古くから深い関係性があります。高橋竹山さんの名演、最後の瞽女と言われる小林ハルさんの熱唱など、人々の間で親しまれた三味線の世界をご紹介します。                                       |
| 9    | 竹取物語             | 2020年4月30日  | 日本で現存する最古の物語とされる「竹取物語」。そのストーリーの詳細を記憶に留めている人は意外と少ないかもしれません。月からやってきた姫が地上に舞い降り、再び月に戻っていく、いわば宇宙人が主人公のＳＦ作品であると木ノ下さんは読み解きます。風花さんのこの物語の推しポイントを軸に、なぜこの物語がこれだけ長く私たちに親しまれているのか、その謎を明らかにしていきます。     |
| 10   | 竹取物語             | 2020年5月1日   | かぐや姫が月に帰っていくラストシーンまで読者を飽きさせないこの作品。２人がどういった場面で心が動かされたのか「胸熱ポイント」のトークはますます白熱！その背景には想像を超えたストーリー展開と、どのようにも読み取れるメッセージの多様性があります。竹取物語は日本の古典文学のさまざまな要素が凝縮されている「種」とも言える作品です。古典を改めて読む面白さをお伝えします。   |
| 11   | 富士山               | 2020年5月7日   | 円すい形の優美な美しさに導かれて、富士山は和歌で数多く詠まれてきました。日本で２番目に高い山と標高差はそれほどないものの、私たちはどうしてこの山に特別な魅力を感じるのでしょうか？かつては火山活動があったため山には煙がたなびく風景も広がり、その当時ならではの歌も生まれました。１回目は木ノ下さんお勧めの名歌を通して、今も昔も変わらない富士山への熱い思いを見つめます。 |
| 12   | 富士山               | 2020年5月8日   | 古典芸能において、富士山は能の世界で盛んに描かれてきました。名作として知られる「羽衣」では、あたかもドローンが地上からぐーっと空に浮上するような移動する視点で、この山の雄大さを描いています。「羽衣」の不思議なストーリーも紹介しつつ、小芝さんの朗読、能役者の録音を聴きながら富士山をどのように魅力的描写しているのか深掘りします。                                       |
| 13   | 死を思う気持ち       | 2020年8月6日   | コロナウイルス感染が拡大する中、死について考える機会が増えてきました。先人たちは亡き人への思いをどのように捉えてきたのでしょうか？万葉集の挽歌を小芝さんとともに読み解き、死に立ち向かってきた人々の姿を考えていきます。 |
| 14   | 死を思う気持ち       | 2020年8月7日   | 古くから葬式などの魂を鎮める場に、音楽は欠かせないものでした。元々は風が魂を鎮めるとされ、空気が振動する音楽もその一つとされていた模様です。亡き人をしのぶ名曲をご紹介しながら、そこに込められた思いを見つめます。 |
| 15   | 蛍                   | 2020年8月13日  | ４５００首近くの和歌をおさめる万葉集に、蛍がでてくる歌は一首しかありません。その後、蛍がとうじょうする作品は増えてきています。今、生活の中で身近に見る機会が少なくなった蛍は、日本人の美意識にどんな影響を与えてきたのでしょうか。万葉集、枕草子、伊勢物語を読み解きながら、蛍が表してきたものを探ります。                                                                   |
| 16   | 蛍                   | 2020年8月14日  | 蛍は平安時代、人の魂の象徴として登場するようになります。小芝風花さんの朗読で、和泉式部の和歌を味わっていきます。また、アニメーション化もされた野坂昭如「火垂るの墓」を取り上げ、戦時下から戦争直後の日本で飢えてさまよう幼い兄妹をいろどる蛍について、その意味を考えます。                                                                                                   |
| 17   | 土佐日記             | 2020年8月20日  | 現存する最古の日記文学、「土佐日記」。土佐から京への旅を女性が日記に書き残した、というこの作品は、その後の日記文学や随筆、女流文学に大きな影響を与えました。今回は「土佐日記」に施された仕掛けを読み解きながら、その魅力をひもといていきます。 |
| 18   | 土佐日記             | 2020年8月21日  | 「土佐日記」を読んでいくと、作中で幼い女の子が亡くなり、家族が大きな悲しみを抱いていることが伝わってきます。今回は旅が進んでいくと変化していく旅人の心の状態がどう描かれているのか、小芝さんの朗読を交えて味わっていきます。 |
| 19   | 海女                 | 2020年8月27日  | 古代より、神の食べ物として献上する海産物を採る崇高な役目があった海女。現在ではなかなかお目にかかることができませんが、古典にはたびたび登場しています。「万葉集」の一節を小芝さんの朗読で味わいながら、古の世界に思いを馳せます。 |
| 20   | 海女                 | 2020年8月28日  | 中世の日本では、海女は海という異界をめぐる物語や、家族の愛情を表す物語の題材として登場するようになります。能「海女」から派生した地唄「珠取海士」の一部を、小芝さんの朗読と演者の録音で味わい、母として印象的な活躍をみせる海女の姿を見つめます。 |
| 21   | 上方ことば           | 2020年9月3日   | 江戸時代よりまえは「標準語」だったのは上方のことばです。関西出身の木ノ下さん、小芝さんが「関西弁」を使いながら、伝統ある「上方ことば」をめぐりトークします。また、平安時代に話されていた言葉を復元した話し方で朗読された源氏物語を聞きながら、古（いにしえ）の時代に思いをはせます。                                                                                         |
| 22   | 上方ことば           | 2020年9月4日   | いま、笑いの世界をはじめ日本中にひろまっている関西弁。木ノ下さん、小芝さんからするとそれは一部を誇張したものに聞こえる、といいます。笑福亭松鶴による落語「高津の富」の一節を聞きながら、生き生きとした関西弁の魅力を堪能します。 |
| 23   | 虫の音               | 2020年9月10日  | 世界的にも珍しい虫の音を鑑賞する感性を持つ日本。和歌にも虫の音に故人をしのぶ心が込められているものがあります。今回は昔の文学作品にも取り上げられている虫の音を楽しみながら、古人が味わった「虫の音」の世界を訪れます。 |
| 24   | 虫の音               | 2020年9月11日  | 虫の音は古い文学作品でなく、能や狂言にも取り上げられています。今回は能「松虫」を聞きながら、かつての日本人たちがどのように「虫の音」とつきあってきたのか、思いをはせます。 |
| 25   | 和泉式部             | 2020年12月10日 | 平安時代の歌人、和泉式部。今回は、彼女の歌の魅力を探りながら、多くの人を魅了してきた彼女の歌の世界を紹介します。 |
| 26   | 和泉式部             | 2020年12月11日 | 和泉式部は波乱に満ちた人生を送りました。彼女の歌を読み解きながら、今も多くの人の心に迫ってくる歌の世界を旅します。 |
| 27   | イザナキ・イザナミ   | 2020年12月17日 | 古事記に登場する、イザナキノミコト（イザナギノミコト）とイザナミノミコト。「日本最古のカップル」について、みていきます。今回は、出会いの場面を小芝風花さんの朗読もまじえて、紹介します。 |
| 28   | イザナキ・イザナミ   | 2020年12月18日 | 今回はイザナキ（イザナギ）とイザナミの別れの場面を、小芝風花さんの朗読をまじえて紹介します。 |
| 29   | 杉浦日向子           | 2020年12月24日 | 杉浦日向子さん（1958〜2005）は漫画家、エッセイスト、タレント、時代考証家とさまざまな顔を持ち、「江戸」の豊かな世界に案内してくれました。今回は杉浦さんの漫画「合葬」を手掛かりに、彼女の作品世界から見えてくる江戸について、考えます。 |
| 30   | 杉浦日向子           | 2020年12月25日 | 杉浦日向子さんはどのように江戸時代を見ていたのでしょうか。今回は、杉浦さんの講演会での肉声と、小柴風花さんによるエッセイの朗読を聞きながら、杉浦さんの江戸に寄せる思いを味わいます |
| 31   | 山姥（やまんば）     | 2021年1月7日   | 民話や古典芸能など、さまざまな分野でモチーフとなった山姥。凶暴な存在である反面、捨て子を育てるなど母性の象徴でもありました。山姥とは何なのか、さまざまな説を見ていきます。 |
| 32   | 山姥（やまんば）     | 2021年1月8日   | 民話や古典芸能など、さまざまな分野でモチーフとなった山姥。凶暴な存在である反面、捨て子を育てるなど母性の象徴でもありました。今回は能の「山姥」に描かれたその姿を、小芝さんの朗読を交えながら味わいます。 |
| 33   | 「枕詞」             | 2021年1月14日  | 和歌を現代語に訳すとき、あまり訳されることのない枕詞。しかし、それぞれ歌に欠かせない言霊が宿っているとされています。いったい枕詞はどんな意味を持ち、いかなる由来があるのか、そこから和歌のしられざる一面を探ります。 |
| 34   | 「枕詞」             | 2021年1月15日  | 「枕詞」の２回目では、木ノ下さんが小芝風花さんにだした「枕詞」の課題の答えから話が始まります。小芝さんが自分の好きなものに考えてつけた枕詞とは何なのでしょうか。さらに「地域密着型」の枕詞について、クイズを交えながら紹介します。 |
| 35   | 松尾芭蕉             | 2021年1月21日  | 江戸時代中期に活躍した俳人、松尾芭蕉（1644～94）。２回にわたり、彼の世界を味わいます。今回は、芭蕉の句を数点紹介し、芭蕉のよんだ俳句がどんなことを表現しているか、探っていきます。 |
| 36   | 松尾芭蕉             | 2021年1月22日  | 「松尾芭蕉」2回目は「おくの細道」（奥の細道）を味わいながら、芭蕉が旅で体験したこと、しなかったことをどう句に読んだのか、見ていきます。 |
| 37   | 野遊び               | 2021年4月1日   | 日本人は古来から、春の到来とともに野にでて、春を楽しんできました。今回は万葉集巻一の巻頭歌を小芝風花さんの朗読を交えながら、味わっていきます。 |
| 38   | 野遊び               | 2021年4月2日   | 「野遊び」２回目は、江戸時代の地歌（地唄）「野遊び」の一部を、小芝風花さんの朗読と録音で味わいます。音楽があらわす春の野の情景を楽しみます。 |
| 39   | 鳥                   | 2021年4月8日   | 春の鳥、ウグイス、ヒバリなどを小芝風花さんによる短歌の朗読、クイズを交えながら楽しく紹介します。 |
| 40   | 鳥                   | 2021年4月9日   | ガン、カササギ、ウトウ、ヤマドリなどを、小芝風花さんによる短歌の朗読を交えて紹介します。 |
| 41   | 笑う万葉集           | 2021年4月15日  | 日本最古の歌集、万葉集は戯笑歌、嗤笑（ししょう）歌といった「笑い」「滑稽」の要素を含んだ歌を多くふくんでいます。男女の軽妙なやりとり、ナンセンスな言葉遊びなど笑いに注目し、万葉集を楽しみます。 |
| 42   | 笑う万葉集           | 2021年4月16日  | 万葉集の巻第十六は意味不明な歌、趣向をこらした歌などが多くあります。その独特な世界を、小芝風花さんの朗読をまじえて楽しみます。 |
| 43   | 橋                   | 2021年4月22日  | 大きな川にかかる「橋」は昔の人にとって自分の世界の境界であり、またこの世とあの世の関所を示していました。今回と次回、2回にわたり古典にえがかれた「橋」をめぐり、昔の人の地理感覚を追体験します。 |
| 44   | 橋                   | 2021年4月23日  | 「橋」の2回目は、近松門左衛門の『心中天網島』をとりあげ、紙屋治兵衛と小春の「名残の橋づくし」の場面を味わいます。 |
| 45   | 歳時記・春           | 2021年4月29日  | これまで先人たちが長い年月をかけて作成し、よみがえらせた季語。その数は５０００をこえる、といいます。中には聞いたことのない不思議な言葉、意外な表現があります。今回は「春」にまつわる面白い季語を小芝風花さんが気になった季語を中心に紹介します。 |
| 46   | 歳時記・春           | 2021年4月30日  | 春にまつわる季語を紹介するシリーズ、２回目は「春泥」「猫の恋」「花軍（はないくさ）」など、聞いただけでイメージが浮かぶものから、何をさしているのか不思議なものまで、いくつか取り上げていきます。 |
| 47   | 俳優芸談             | 2021年5月6日   | 芸の道を究めた歌舞伎の名優たちはいかに技芸に工夫を凝らし、向上させたのでしょうか。残されているたくさんの口伝に触れながら、演技の奥義について学んでいきます。今回は元禄時代に活躍した初代坂田藤十郎と大正、昭和の名優、６代目尾上菊五郎の芸談を紹介します。 |
| 48   | 俳優芸談             | 2021年5月7日   | 「俳優芸談」２回目は、小芝風花さんからの質問に、過去の名優たちが答えます。「台本の理解力をつけたい」「もっとボキャブラリーをふやしたい」という問いに、初代坂田藤十郎（１６４７～１７０９）をはじめとする名優たちは、どう答えてくれるのでしょうか。 |
| 49   | 歳時記・夏           | 2021年7月22日  | 単に季節を表すだけでなく、古人の季節への感性を感じる、「季語」の楽しみを味わうシリーズ。今回は夏です。小芝風花さんが選んだ「夏」にまつわる面白い季語を紹介します。 |
| 50   | 歳時記・夏           | 2021年7月23日  | 夏にまつわる季語を味わうシリーズ、今回は木ノ下裕一さんが選んだ季語をみていきます。「七変化」とは？「瓜番」とは、なんのこと？古に思いをはせながら、夏をあらわす言葉を味わいます。一部を表示 |
| 51   | 江戸の劇作術         | 2021年7月29日  | 現代まで伝わる浄瑠璃や歌舞伎の名作はどのように生まれたのでしょうか？江戸時代に書かれた作劇法、台本作りの心構えを見ながら、作者の知恵、劇作の極意を学びます。第一回は作者が書き始めるときに参考にしたという、『世界綱目（こうもく）』を紹介します。 |
| 52   | 江戸の劇作術         | 2021年7月30日  | 現代まで伝わる浄瑠璃や歌舞伎の名作誕生の「秘密」を探るシリーズ、第２回では二代目並木正三（しょうざ、しょうぞう）の『戯財録』を読みながら、作者がどんなところにこだわっていたのか、見ていきます。 |
| 53   | 江戸の劇作術         | 2021年8月5日   | 現代まで伝わる浄瑠璃や歌舞伎の名作誕生の「秘密」を探るシリーズ、第３回では前回に続いて二代目並木正三（しょうざ、しょうぞう）の『戯財録』を読みながら、天・地・人という三巻構成の内容を詳しく見ていきます。 |
| 54   | 江戸の劇作術         | 2021年8月6日   | 現代まで伝わる浄瑠璃や歌舞伎の名作誕生の「秘密」を探るシリーズ、第４回では前回に続いて二代目並木正三（しょうざ、しょうぞう）の『戯財録』の「人の巻」を読んでいきます。当時の歌舞伎には時事ネタ、事件ネタなど世間で話題のネタをあたかもワイドショーのように取り入れて上演することがありました。そのためのコツなどを紹介します。                                               |
| 55   | お菊さん             | 2021年8月12日  | 夏の風物詩、怪談。江戸時代には多くの「怪談本」が出版され、歌舞伎や落語の題材となり人気がでました。今回はその一つ、「番町皿屋敷」のヒロイン「お菊さん」をとりあげます。三代目桂春団治が演じる落語「皿屋敷」を聞きながら、ポップなアイドル化？していくお菊さんを楽しみます。                                                                                                   |
| 56   | お菊さん             | 2021年8月13日  | 「お菊さん」の２回目は、岡本綺堂（１８７２～１９３９）が大正時代に発表した「番町皿屋敷」を大正時代の録音と小芝風花さんの朗読で楽しみます。この作品は、当時の若者から大きな支持を集めたといいます。そこには、どんなお菊さんが描かれているのでしょうか。 |
| 57   | 星                   | 2021年8月19日  | 古来、人々は夜の星をみて、人物や動物、道具などの「星座」に見立てるなど、さまざまな思いを託してきました。日本ではどうだったのか？西洋とはかなり異なる「和」の天体について、紹介します。 |
| 58   | 星                   | 2021年8月20日  | 「星」2回目では、星についての随筆を数多く残している、野尻抱影（1885～1977）を取り上げます。彼が晩年にのこしたインタビューや、随筆「星無情」を小芝風花さんの朗読で聞きながら、野尻抱影が夜空にみていたものに、思いをはせます。 |
| 59   | 田辺聖子             | 2021年8月26日  | 恋愛小説からエッセイまで幅広い分野で活躍した作家、田辺聖子さん。２０１９年になくなりましたが、「源氏物語」「落窪物語」などの現代語訳を手掛けた古典案内の達人です。今回は短編小説『ジョゼと虎と魚たち』を小芝風花さんの朗読で味わいながら、田辺聖子ワールドを担当します。 |
| 60   | 田辺聖子             | 2021年8月27日  | 作家、田辺聖子さんの２回目は、田辺さんが現代語訳をした『新源氏物語』を手掛かりに、田辺さんが現代に伝えようとした古典の魅力について、探ります。田辺さんの生前のインタビューも紹介します。 |
| 61   | 歳時記・秋           | 2021年9月2日   | 「季語」の楽しみを味わうシリーズ。今回は秋です。「秋」にまつわる面白い言葉を紹介します。きょうは、小芝風花さんが選んだ季語「秋の暮」「行く秋」「秋の声」などを味わいます。 |
| 62   | 歳時記・秋           | 2021年9月3日   | 「季語」の楽しみを味わうシリーズ、「秋」の２回目では、木ノ下裕一さんが選んだ、マニアックな季語を紹介します。「野分」「鹿火屋」「鹿垣」など、解説を聞くとなるほど、と情景が浮かぶ言葉を味わいます。 |
| 63   | 江戸の旅             | 2021年9月9日   | 「草枕」という枕詞があるように、日本人は古来、旅に親しんできました。自動車や電車、飛行機がない時代に日本人がどんな旅を行ってきたのでしょうか。今回と次回は八隅蘆庵（やすみろあん）の旅行マニュアル集、「旅行用心集」をもとに江戸時代の旅の様子をみていきます。 |
| 64   | 江戸の旅             | 2021年9月10日  | 前回に引き続き、今回も八隅蘆庵（やすみろあん）の旅行マニュアル集、「旅行用心集」をもとに江戸時代の旅の様子をみていきます。この時代らしく、「狐に化かされたときの対処法」ものっていますが、ことばや風俗が異なる地域を旅したときの注意など、現代にも通じる話もでてきます。 |
| 65   | 歳時記・冬           | 2021年12月16日 | 単に季節を表すだけでなく、古人の季節への感性を感じる、「季語」の楽しみを味わうシリーズ。今回は冬です。「冬」にまつわる面白い言葉を紹介します。「冬麗」「山眠る」「風花」など小柴風花さんの選んだ季語を味わいます。 |
| 66   | 歳時記・冬           | 2021年12月17日 | 「冬」の季語を紹介する2回目、今回は「木の葉髪」「寒施行」「薬ぐい」など、木ノ下裕一さんが選んだ季語を味わいます。 |
| 67   | 夢                   | 2021年12月23日 | 古代、中世の日本人にとって「夢」は現実の予告であり、未来の指針でした。人々は夢のお告げを信頼し、生きる目標としました。今回は平家物語や能、明恵上人の「夢記」にでてくる夢などを読み解きながら、日本人の心の中を探ります。 |
| 68   | 夢                   | 2021年12月24日 | 古典の中の夢を読み解くシリーズ、今回は和歌に詠まれた夢を取り上げます。大伴家持、和泉式部、小野小町、本居宣長たちが夢に託したおもいを味わいます。 |
| 69   | 百人一首             | 2021年12月30日 | 今回から４回シリーズで「百人一首」をとりあげます。飛鳥時代から鎌倉時代初期までの代表的な歌人百人の歌一首ずつを集めた歌集、お正月の遊びとしても親しまれています。今回は木ノ下裕一さんの一押し「これやこの 行くも帰るも わかれては しるもしらぬも 逢坂の関」を味わいます。 |
| 70   | 百人一首             | 2021年12月31日 | 「百人一首」を味わうシリーズ、２回目は小芝風花さんが選んだ歌を味わいます。▽「あしひきの 山鳥の尾の しだり尾の ながながし夜を ひとりかも寝む」▽「いま来むと 言ひしばかりに 長月の 有明の月を 待ちいでつるかな」 これらの歌は、どこが現代の私たちの心に響くのか、考えます。 |
| 71   | 百人一首             | 2022年1月6日   | 「百人一首」の3回目も小芝風花さんが選んだ歌を味わいます。▽「たれをかも 知る人にせむ 高砂の 松も昔の 友ならなくに」▽「わすらるる 身をば思はず 誓ひてし 人のいのちの 惜しくもあるかな」▽「契りきな かたみに袖を しぼりつつ 末の松山 浪越さじとは」 読者の視点や、歌の作者の視点によりさまざまに読める歌の魅力を堪能します。                                                    |
| 72   | 百人一首             | 2022年1月7日   | 「百人一首」4回目も、小芝風花さんが選んだ歌を味わいます。▽「逢ふことの 絶えてしなくは なかなかに 人をも身をも 恨みざらまし」▽「ながらへば またこのごろや しのばれむ 憂しと見し世ぞ いまは恋しき」 共感するところが多い、と小芝さんが選んだ歌、あなたはどのように感じますか？                                                                                                 |
| 73   | 歳時記・新年         | 2022年1月13日  | 「季語」の楽しみを味わうシリーズ、今回は新年です。「新年」にまつわる面白い言葉を紹介します。小芝風花さんが選んだ気になる季語、「初夢」「去年今年」「嫁が君」などをとりあげて、その意味や正月への思いについて語り合います。 |
| 74   | 歳時記・新年         | 2022年1月14日  | 「季語」の楽しみを味わうシリーズ、新年2回目では木ノ下裕一さんが選んだ少しマニアックな季語を味わいます。「米こぼす」「鶏日」「初芝居」など、どんな意味なのかクイズを交えながら楽しんでいきます。 |
| 75   | 卒業                 | 2022年1月20日  | 今回のシリーズのテーマは「卒業」。放送開始以来のレギュラー、小芝風花さんは今回で卒業の予定です。その前に、過去の番組からの問題で構成した卒業試験に挑戦します。今回は「風姿花伝」「竹取物語」「枕詞」の回からの出題です。みなさんもチャレンジしてください。 |
| 76   | 卒業                 | 2022年1月21日  | 「卒業」の2回目、小芝風花さんが今回も卒業試験に挑戦します。今回は「俳優芸談」の回からの問題です。みなさんもチャレンジしてみてください。 |
| 77   | 古典芸能とは・能     | 2022年4月7日   | 今回から番組に俳優、小野花梨さんが加わります。今月は日本の古典芸能の世界を見ていきます。今回と次回のテーマは「能」です。能の歴史と「複式夢幻能」「現代能」という二つについて学びます。 |
| 78   | 古典芸能とは・能     | 2022年4月8日   | 「能」の2回目では「弱法師（よろぼし）」という作品を紹介します。家から追い出された俊徳丸という青年が、すっかり落ちぶれて物乞いとなり、さらには目も見えなくなって「弱法師」とよばれ大阪の天王寺（四天王寺）に詣でたときの話です。小野花梨さんの朗読と、録音でお楽しみください。                                                                                                |
| 79   | 古典芸能とは・狂言   | 2022年4月14日  | 「古典芸能」を紹介するシリーズ、今回と次回は狂言です。中世の庶民の日常や説話を題材に、言葉やしぐさで笑いをさそい、人間の本質を鋭くえぐります。今回は『月見座頭』を例に狂言の面白さを味わいます。 |
| 80   | 古典芸能とは・狂言   | 2022年4月15日  | 「狂言」の2回目は『附子（ぶす）』と『伯母ヶ酒』を味わいます。登場人物のかけあいの面白さやテンポの速さなど、今だとコントといえる笑いの世界を堪能します。 |
| 81   | 古典芸能とは・文楽   | 2022年4月21日  | 古典芸能をわかりやすく紹介するシリーズ、今回と次回は文楽（ぶんらく）です。人形浄瑠璃（じょうるり）ともいわれるこの芸能は、人形劇です。一体の人形には3人がついて操作します。太夫の語る浄瑠璃、三味線の伴奏にあわせて演じられます。今回は人形について紹介します。 |
| 82   | 古典芸能とは・文楽   | 2022年4月22日  | 前回に続いて「文楽」を紹介します。今回は今でもよく上演される『菅原伝授手習鑑』の一場面を、昔の名人の録音でききながらその魅力を味わいます。 |
| 83   | 古典芸能とは・歌舞伎 | 2022年4月28日  | 古典芸能を紹介するシリーズ、今回と次回は「歌舞伎」です。江戸の庶民から熱狂的に愛されたエンターテインメントは、出雲の阿国（おくに）の「かぶき踊り」にはじまり、江戸中期にはオペラにも対比される演劇となりました。今回はその歴史をひもときます。 |
| 84   | 古典芸能とは・歌舞伎 | 2022年4月29日  | 今回は歌舞伎の演目のなかでも人気の『勧進帳』の古い音源を聞きながら、歌舞伎の魅力を味わいます。物語は源頼朝に追われた義経一行が山伏に扮して奥州を目指す途中、安宅（あたか）関で関守の富樫から厳しい詮議をうけ、それを弁慶の機転でのがれる、というものです。 |
| 85   | 隅田川               | 2022年6月16日  | 江戸の町が形成される前から歌枕として知られていた隅田川。伊勢物語や能「隅田川」などの古典から永井荷風、芥川龍之介など近代の作品にもたびたび登場しています。今回から4回、古代からのこの川のイメージの変遷をたどります。 |
| 86   | 隅田川               | 2022年6月17日  | 「隅田川」2回目は、室町時代の能「隅田川」の題材となった、梅若丸とその母にまつわる悲劇、梅若伝説を取り上げます。能「隅田川」の一部を小野花梨さんの朗読、そして録音で味わいます。 |
| 87   | 隅田川               | 2022年6月23日  | 「隅田川」を取り上げてきたシリーズ、3回目は俳句によまれた隅田川を味わいます。江戸時代以降、舟遊びや桜の名所として親しまれた隅田川は四季折々の風景が俳句になりました。芭蕉、一茶、子規たちの句を小野花梨さんの朗読で堪能します。 |
| 88   | 隅田川               | 2022年6月24日  | 隅田川は古くから芸能や文学の舞台としてさまざまな作品に登場しています。そうした以前の作品をベースにした多和田葉子の小説『隅田川の皺（しわ）男』を読み解きます。 |
| 89   | 雨                   | 2022年6月30日  | 古来、天からの恵みであるとともに水害をもたらす恐ろしい存在であった雨。日本語には雨を表す表現が400以上あるといわれ、短歌や俳句には雨を題材にした膨大な作品があります。古今の文学や芸能から日本人と雨の関係を探ります。今回は「銀竹」「雨香」「洗車雨」など雨を表す珍しい言葉を味わいます                                                                                      |
| 90   | 雨                   | 2022年7月1日   | 雨の2回目は、伊勢物語にでてくる「身を知る雨」という表現を味わいます。また小野花梨さんが考えてきた雨を表す言葉「祝い雨」「霊雨」とは、どんな意味なのでしょうか。 |
| 91   | いくさの歌           | 2022年7月7日   | 古代から「いくさ」「戦争」はさまざまな記録に残され、多くの文学作品や芸能の題材として扱われてきました。今回は万葉集から「防人（さきもり）」の歌をとりあげ、東国から駆り出された兵士とその家族の心情を味わいます。 |
| 92   | いくさの歌           | 2022年7月8日   | 「いくさの歌」2回目は近現代の戦争を題材にした短歌や詩を取り上げます。日清戦争で従軍記者として戦地を訪れた正岡子規の和歌、そして日中戦争、広島への原爆投下など戦地で遭遇した光景や銃後の惨禍など、「歌」に残された戦さの姿を見つめます。 |
| 93   | 更級日記             | 2022年9月1日   | 平安時代中期、菅原孝標女が少女のころから40年にわたる人生を記した回想録、更級日記。今回と次回、源氏物語にあこがれていたという当時の文学少女の一生をたどります。 |
| 94   | 更級日記             | 2022年9月2日   | 平安時代中期の更級日記を味わうシリーズ、2回目は源氏物語が大好きな作者の少女時代。疫病で親しい人が亡くなったり、母や叔母から源氏物語を贈られたりしたことを記した部分を味わいます。 |
| 95   | 古事記〜スサノオ     | 2022年9月8日   | アマテラスの弟であり、暴風・厄払いの神様として祀（まつ）られているスサノオ。乱暴者でありながら、ヤマタノオロチの退治に成功した知恵者でもあります。今回と次回、二面性を持った神様の物語をひもときます。 |
| 96   | 古事記〜スサノオ     | 2022年9月9日   | アマテラスの住む高天原から追放されたスサノオは放浪し、出雲国にやってきます。今回はそこでのエピソードを見ていきます。ここでスサノオの運命は大きく変わります。 |
| 97   | 朗読の心得           | 2022年9月15日  | 古典文学は声に出して読むことで文章の内容や表現をより深く理解でき、味わいが広がります。今回から4回、朗読の名手、加賀美幸子アナウンサーをゲストに迎え、心に響く朗読の作法やコツを聞きます。きょうは「竹取物語」を味わっていきます。 |
| 98   | 朗読の心得           | 2022年9月16日  | 朗読の名手、加賀美幸子アナウンサーをゲストに迎え、心に響く朗読の作法やコツを聞くシリーズ、2回目は「更級日記」をとりあげます。加賀美さんもお気に入りだという「更科日記」、今回は作者の夫の死にふれた部分と日記の最後の部分を味わいます。 |
| 99   | 朗読の心得           | 2022年9月22日  | 朗読の名手、加賀美幸子アナウンサーをゲストに心に響く朗読の心得やコツを聞くシリーズ、3回目は「徒然草」を取り上げます。現代と「徒然草」の書かれた時代に重なる部分が多いという加賀美さん。古典を読むとはどういうことかについても、お聞きしていきます。 |
| 100  | 朗読の心得           | 2022年9月23日  | 朗読の名手、加賀美幸子アナウンサーをゲストに心に響く朗読の心得やコツを聞くシリーズ、4回目は「百人一首」を取り上げます。加賀美さんのお気に入りの歌の朗読を聞きながら、読み手が感じた歌の意味やリズムをどのように朗読に込めていくのか、味わいます。 |